# مارتین اسپانجرز
مارتین اسپانجرز (انگلیسی: Martin Spanjers؛ زادهٔ ۲ فوریهٔ ۱۹۸۷) هنرپیشه اهل ایالات متحده آمریکا است.
از فیلم‌ها یا برنامه‌های تلویزیونی که وی در آن نقش داشته‌است می‌توان به پرونده سرد، نفرین داونرز گروو اشاره کرد.
وی همچنین برندهٔ جوایزی همچون جایزه هنرمند جوان شده‌است.